# Gangsters (film 1979)
Gangsters è un film del 1979 diretto da Mac Ahlberg.